# Janet Ely
Janet Ely –nombre de casada, Janet Thorburn– (Albuquerque, 12 de septiembre de 1953) es una deportista estadounidense que compitió en saltos de trampolín y plataforma.
Ganó una medalla de oro en el Campeonato Mundial de Natación de 1975. En los Juegos Panamericanos consiguió tres medallas de plata, en los años 1975 y 1979.

## Palmarés internacional
| Campeonato Mundial   | Campeonato Mundial        | Campeonato Mundial | Campeonato Mundial |
| Año                  | Lugar                     | Medalla            | Prueba             |
| -------------------- | ------------------------- | ------------------ | ------------------ |
| 1975                 | Cali (Colombia)           | Medalla de oro     | Plataforma 10 m    |
| Juegos Panamericanos |                           |                    |                    |
| Año                  | Lugar                     | Medalla            | Prueba             |
| 1975                 | Ciudad de México (México) | Medalla de plata   | Plataforma 10 m    |
| 1979                 | San Juan (Puerto Rico)    | Medalla de plata   | Trampolín 3 m      |
| 1979                 | San Juan (Puerto Rico)    | Medalla de plata   | Plataforma 10 m    |